# Vitmaskad myrfågel
Vitmaskad myrfågel (Pithys castaneus) är en fågel i familjen myrfåglar inom ordningen tättingar.

## Utbredning och systematik
Fågeln förekommer enbart i nordöstra Peru (nedre Rio Pastaza och nedre Rio Morona). Den behandlas som monotypisk, det vill säga att den inte delas in i några underarter.

## Status
IUCN kategoriserar arten som nära hotad.